# Teatinci
Teatinci (lat. Ordo clericorum regularium vulgo Theatinorum – Red regularnih klerikov, ljudsko imenovani teatinci )), je majhen katoliški red, osnovan leta 1524. Red sta ustanovila Kajetan Tijenski in Giovanni Pietro Carafa (po papežu Pavlu IV.). Sedež so imeli v Rimu.
Red je bil ustanovljen s ciljem obnove svečeništva in borba proti protestantizmu in skrb za bolnike in ranjence. Ne glede na njihova težka pravila življenja in strogo prisego siromaštvu, se je skupnost hitro razvijala. Red je bil reorganiziran leta 1909. Danes imajo osem provinc v Evropi, Severni in Južni Ameriki.
Leta 1583 je bila ustanovljena ženska veja reda – teatinke. . 
Teatinci so dolgo časa po nastanku delovali samo na področju Italije, največ v Benetkah in Neaplju. V drugi polovici 17. stoletja so se razširili tudi na druga evropska področja.

## Ugledne osebnosti
Med uglednimi člani so bili:
- Sveti Kajetan,
- Sveti Andrej Avellino
- Sveti Jožef Marija Tomasi (Giuseppe Maria Tomasi)
- Blaženi Giovanni Marinoni
- Blaženi Paolo Burali d'Arezzo

Prav tako je bil član reda tudi papež Pavel IV. (Giovanni Pietro Carafa), 250 škofov, nadškofi in papeški legati in več kardinalov.
Med člani je bil v devetnajstem stoletju sicilijanski oče Gioacchino Ventura dei baroni di Raulica, filozof, literat in govornik. Eno izmed njegovih najbolj znamenitih del je bil njegov nagrobni govor o smrti Daniela O'Connella. Astronom Giuseppe Piazzi (1746-1826), profesor matematike in astronomije v Palermu na Siciliji, odkritelj prvi asteroida Ceres, leta 1801, je postal teatinec v starosti 19 let.